# Bermudas: Abismo en el mar del Norte

## Bermudas: Abismo en el mar del Norte
Bermudas: Abismo en el mar del Norte (título original en alemán: Bermuda-Dreieck Nordsee) es una película de cine de catástrofes que se estrenó en Alemania el 25 de septiembre de 2011, con una audiencia de 5 millones de espectadores. El telefilme, producido por Dreamtool Entertainment para RTL, fue emitido en España por Antena 3. Esta película está ambientada en un mar marginal del océano Atlántico, el mar del Norte, que baña la costa de Alemania, entre otros países, y que es un destino turístico popular por sus playas, la vida marina, los paisajes y su espectacular clima.

## Argumento
En una zona del mar del Norte ocurren sucesos aterradores. Los barcos desaparecen, las turbinas eólicas se derrumban, bandadas de gaviotas caen muertas del cielo y el agua arrastra cientos de peces muertos a la orilla. Hay sospechas de que estos desastres son producto de una empresa energética que explota una plataforma de perforación cercana. La empresa se centra en el almacenaje de CO2 en el frágil subsuelo de la zona marítima conocida en alemán como Hexenloch (Agujero de las Brujas). Sobre todo es preocupante la gran cantidad de hidrato de metano almacenado de forma natural bajo el lecho marino. No obstante, un informe falso respalda el lucrativo proyecto. Sin embargo, una joven ayudante, que trabaja en uno de los laboratorios de la isla artificial, colabora con una ONG local para el medio ambiente y les envía información confidencial.
Tom Jaeger, piloto de aviación de correos y vecino de una pequeña isla cercana, se hace amigo de Marie Niklas, gerente de relaciones públicas de la empresa energética y encargada de la organización de la fiesta de inauguración de la plataforma. Ambos se enfrentarán a sucesos misteriosos que les harán desconfiar: Sara Wensberg, la ayudante de laboratorio e hijastra de Jaeger, es secuestrada por el personal de seguridad de la empresa; un profesor que apoya a la ONG es asesinado en la universidad; hay marineros que se ahogan, agónicos, en un mar abierto en calma. 
Mientras tanto, la directora general y un alto cargo organizan una celebración en un barco de lujo con muchos invitados para presenciar en vivo el primer vertido de CO2. Sin embargo, los análisis realizados en paralelo por la ONG local revelan que, si se lleva a cabo el vertido, todo el espacio será zona catastrófica. En una acción desesperada, Jaeger y Niklas consiguen liberar a Sara y huir de la plataforma. En un helicóptero se acercan al barco donde se celebra la inauguración y suben a bordo, pese a no estar autorizados para aterrizar. Una vez allí, intentan convencer al capitán de abandonar la zona lo antes posible y advierten del peligro inminente de la inyección del dióxido de carbono.  
Cuando aparecen las primeras columnas de humo delante del barco y se forma un enorme remolino en el agua, empieza a cambiar la actitud negativa de los mandos. Los cristales se rompen y muchos pasajeros resultan heridos o mueren por los fragmentos desprendidos. Entre tanto, los vecinos de Hallig se refugian en el faro. La plataforma explota y tan solo un trabajador consigue llegar ponerse a salvo con un remolcador. A causa de la pérdida de potencia en el motor, el barco está en peligro de hundirse en el remolino, pero Jaeger y Niklas logran enganchar el cable de un remolcador al barco desde el helicóptero y lo alejan, salvando así a los pasajeros. Finalmente, la directora general es detenida por la policía y el alto cargo se suicida. 

## Contexto
La película, con un presupuesto de 5,7 millones de euros, muestra en la ficción una tecnología real que suscita una gran controversia. El secuestro de carbono, sobre el que gira la trama del thriller ecológico, es una tecnología que ya se ha puesto en práctica en los EE. UU., Noruega y el Reino Unido. Sin embargo, el Consejo Federal de Alemania ha frenado una ley sobre el almacenamiento de dióxido de carbono por miedo a que pueda producirse una fuga descontrolada de gases de efecto invernadero.
El nombre de la compañía energética que aparece en la película (Global Senergy) muestra un gran parecido con el de una empresa energética real, la escocesa Senergy, que estuvo activa en el mar del Norte. El logotipo que sale en la película también tenía similitudes con el de la firma escocesa. El departamento jurídico de la compañía se puso en contacto con RTL y prohibió que el nombre Senergy se usara en el contexto negativo que expone la trama de la película. Los creadores decidieron cortar o doblar todas las escenas y frases de la película donde aparecía. Por ese motivo la plataforma aparece en el filme sin nombre, con tan solo la bandera alemana ondeando en ella. La compañía Senergy fue adquirida por la consultora independiente Lloyd's Register en diciembre de 2013.
El actor principal, Hannes Jaenicke, dijo que un político se le había acercado para preguntarle si todavía se podía parar de alguna forma el proyecto, ya que se trataba de puro alarmismo.

## Reparto y doblaje en España
Según la página eldoblaje.com, considerada la mayor base de datos en línea sobre el doblaje en España, esta película fue doblada al español en el estudio de grabación SOUNDUB (Madrid, Barcelona, Santiago).
| Personaje         | Reparto original         | Actor de doblaje en España |
| ----------------- | ------------------------ | -------------------------- |
| Tom Jaeger        | Hannes Jaenicke          | Roberto Encinas            |
| Marie Nicklas     | Bettina Zimmermann       | Conchi López               |
| Hannah Wensberg   | Karoline Eichhorn        | Victoria Angulo            |
| Sara Wensberg     | Josefine Preu            | Cristina Yuste             |
| Michael Bühring   | Max Herbrechter          | Gabriel Jiménez            |
| Sven Pörkens      | Kai Lentrodt             | Iván Muelas                |
| Claudia Schelking | Gudrun Landgrebe         | Licia Alonso               |
| Britt             | Bernadette Heerwagen     | Beatriz Berciano           |
| Rick              | Niel-Bruno Schmidt       | David Robles               |
| Hennes            | Paul Maximilian Schüller | Carmen Podio               |
| Laurenz           | Jorres Risse             | Héctor Garay               |
| Stefan Sinzki     | Dirk Heinrichs           | David García Vázquez       |
| Nerd              | Fabian Bush              | Eduardo Bosch              |
| Torben Karlsberg  | Hannes Hellman           | Chema Lara                 |
| Björn             | Arne Lenk                | Víctor Martínez            |
| Lukas             | Sebastian Bender         | Aitor González             |
| Leif              | Walter Kreye             | Manuel Bellido             |

## Recepción en Alemania
El periodista y crítico de televisión Rainer Tittelbach, en su web de reseñas de películas alemanas tittelbach.tv, opina: «Bermudas: Abismo en el mar del Norte es el intento de un espectáculo de acción en 140 minutos, que busca generar más emoción con el mensaje que con sofisticados giros para generar tensión.» «La historia recurre a todos los clichés imaginables e incluso incorpora un poco de Titanic en los últimos tres cuartos de hora. […] Sin embargo, en la línea de la nueva ola ecologista, Bermudas: Abismo en el mar del Norte desentona por completo. Como la película no cuenta ninguna historia ni muestra personajes de carne y hueso, no basta con un final feliz para los héroes, no, hay que hacer un llamamiento a "la" gente, a la humanidad.»
El crítico de televisión Jürgen Kirsch comentaba para la revista de televisión en línea quotenmeter.de, que en la película «la lógica no siempre acompaña, algunas cosas en la película-evento parecen forzadas, solo para crear efectos. Bermudas: Abismo en el mar del Norte es, en general, una película recomendable, no sólo es entretenida, sino que convence también con un buen reparto, escenas hermosas y un buen guion.»
Anne Miller definió la película en la revista Stern como «una mezcla de teoría conspirativa, historia de destino con tintes de patriotismo y película de acción –la combinación perfecta para una película de catástrofes de RTL. La cinta tiene un comienzo emocionante y bastante inusual. Las relaciones entre los protagonistas se plasman con autenticidad y honestidad. Sin embargo, los personajes no están suficientemente caracterizados y los creadores intentan compensar la falta de dramatismo entre los protagonistas con un argumento cargado de acción.»
El periodista y escritor alemán Tilmann P. Gangloff reseñó el filme para la web alemana especializada Kino.de: «La productora Dreamtool ha vuelto a causar sensación: la película de catástrofes ofrece 140 minutos de entretenimiento televisivo con una gran cantidad de estrellas y efectos sorprendentes.» «Como es propio de una película de catástrofes, Bermudas: Abismo en el mar del Norte anticipa el desastre final en dosis diminutas.» «Sin embargo, el resultado es consecuencia de una artesanía altamente profesional, aunque también el de aquellas producciones que no se toman muy en serio a sí mismas.»

## Difusión y recepción en España
Desde su estreno en 2011, Bermudas: Abismo en el Mar del Norte se ha emitido varias veces en Antena 3 alcanzando un gran número de espectadores. En 2012 estuvo entre las emisiones más visitadas del día con 2,1 millones de espectadores y un 17,2% de cuota de pantalla. La película se emitió de nuevo en 2013 y logró un total de 2,2 millones de espectadores y un 16,3% de cuota de pantalla. La siguiente emisión se produjo en 2019, llegando a 2,1 millones de espectadores, un 14,8% de cuota de pantalla y un target comercial de 14,3%.A pesar de su gran audiencia en Antena 3, según las críticas de usuarios en páginas de cine, la recepción del público no parece ser muy favorable. La versión en español se puede encontrar en las plataformas de streaming AppleTV  y Google Play.